# Гази уд-Дин Хан Ферозе Джанг II
Гази уд-Дин Хан Сиддики Баяфанди Ферозе Джанг II (13 марта 1709 — 16 октября 1752, Аурангабад) — могольский военный и государственный деятель, старший сын Асаф Джаха I Мира Камаруддина Хана Сиддики (1671—1748), первого низама Хайдарабада (1724—1748).

## Биография
Родился 13 марта 1709 года. Старший сын Асаф Джаха I (1671—1748), первого низама Хайдарабада (1724—1748). Его матерью была Саид-ун-нисса Бегум.
Низам уль-Мульк (Асаф Джах I) назначил своего старшего сына Гази уд-Дина Хана видным членом двора императора Великих Моголов Мухаммад-шаха, а затем удалился в Декан, где обосновался в Хайдарабаде, основав здесь собственное княжество. Гази уд-Дин поднялся до статуса генерал-капитана во время правления Ахмад-шаха Бахадура.
С 1740 по 1745 год — заместитель главного казначея (наиб бакши), с 17 июня 1751 — главный казначей (мир бакши). Занимал должности субадара Агры (1751), Малвы и Гуджарата. 7 июня 1739 года Гази уд-Дин Хан получил титулы Шахадат Хан и Амир уль-Умара. 31 января 1751 года он получил ценный халат от самого императора и фирман о назначении его субадаром Декана вместе с титулом Низам уль-Мульк.
В 1748 году Асаф Джах I скончался, и началась гражданская война за княжеский престол в Хайдарабаде. Второй сын Асаф-Джаха Насир Джанг, который был заместителем в Декане во время временного отсутствия Асаф-Джаха, был провозглашен вторым низамом Хайдарабада (1748—1750). Третий сын Асаф Джаха Салабат Джанг и внук Музаффар Джанг также вступили в борьбу за княжеский престол. Насир Джанг был убит в 1750 году, а его племянник Музаффар Джанг, ставший третьим низамом в 1750 году, погиб в 1751 году. Четвертым низамом Хайдарабада при поддержке французов стал Салабат Джанг (1751—1762), третий сын Асаф Джаха I. Гази уд-Дин, будучи старшим из шести сыновей Асаф Джаха, также заявил в 1751 году о своих претензиях на Хайдарабадское княжество. В том же 1751 году Гази уд-Дин получил от императора Великих Моголов фирман о назначении его субадаром (губернатором) Декана. В 1752 году на сторону Гази уд-Дина перешел пешва маратхского государства Баладжи Баджи-рао, который начал военные действия против низама Хайдарабада. В обмен на военную помощь Гази уд-Дин пообещал маратхам полную власть в провинции Хандеш и пятьсот тысяч рупий. В октябре 1752 года Гази уд-Дин Хан с большими силами прибыл из Дели в Декан. Но уже 16 октября 1752 года Гази уд-Дин внезапно скончался в Аурангабаде. По некоторым данным, он был отравлен.
Его единственный сын Гази уд-Дин Хан Ферозе Джанг III (1736—1800), более известный как Имад-уль-Мульк, играл решающую роль при дворе Великих Моголов в течение следующих пяти лет.